# Mikko Koskinen
Mikko Koskinen, född 18 juli 1988 i Vanda, är en finländsk professionell ishockeymålvakt som spelar för Edmonton Oilers i NHL.
Koskinen har tidigare spelat i fyra säsonger för SKA Sankt Petersburg i KHL och en kort period för New York Islanders i NHL. 
Han valdes av Islanders i andra rundan i 2009 års NHL-draft som 31:e spelare totalt.
Den 1 maj 2018 kom han överens med Edmonton Oilers om ett ettårskontrakt värt 2,5 miljoner dollar, som formellt träder i kraft 1 juli samma år.

## Klubbar
- Esbo Blues 2003–2006, 2007–2009, 2013
- Kiekko-Vantaa 2006–2007
- Bridgeport Sound Tigers 2009–2012
- Utah Grizzlies 2009–2010
- New York Islanders 2010–2011
- KalPa 2011–2013
- HK Sibir Novosibirsk 2013–2014
- SKA Sankt Petersburg 2014–2018
- Edmonton Oilers 2018–